# شهرستان حودر
شهرستان حودر (به عربی: مقاطعة حودر) یک منطقهٔ مسکونی در سومالی است که در استان بکول واقع شده‌است. شهرستان حودر (۸۵٬۰۰۰) نفر جمعیت دارد.